# Осинское Прикамье
«Осинское Прикамье» - общественно-политическая газета Осинского района.

## История

### Начало
Газета создана Осинским исполнительным комитетом Совета рабочих, крестьянских и солдатских депутатов. Первый номер газеты вышел 20 марта 1918 года. Изначально газета называлась «Известия». Выходила она 2 раза в неделю. Подписная цена составляла 2 рубля в месяц. Редакторы – И.И. Рак и Н.М. Кобелев.
С 18 октября 1918 года уездная газета издается под названием «Голос бедноты», которое само говорит о том, чьи интересы защищало издание. Редактор – редакционная коллегия. С 1920 года получает название «Красные всходы»  – орган Осинского уисполкома и уездного комитета ВКП(б). Редактор – П.Н. Шмаков. 
Выходят газеты нерегулярно в связи с Гражданской войной. В 20-е годы издание выходит под разными названиями:
С августа 1922 года переименована в «За Советы», редактор – Перфильев. С 22 августа 1924 года вновь меняет название на «Мысль района», редактор – редакционная коллегия. Выпуски газеты были нерегулярными, о них сохранилось мало сведений.
В 1930 году газета называется «Красный Восход», редактор – Кулик. 
В конце года «Камский Восход» становится «Красным Приуральем».  Первый номер газеты «Красное Приуралье» выходит в сентябре 1930 года. Это был орган райкома ВКП(б), райисполкома и РСПС. Газета выпускалась 5 раз в неделю, с 1932 г. – 3 раза. Подписная цена составляла 20 копеек (на месяц), 2 рубля 40 копеек (на год).
Данное издание долгое время считалось первой газетой района. С момента создания (сентябрь 1930 года) выпуск газеты больше не прерывался, даже в годы Великой Отечественной войны. Редакторы – А. Зефиров (1931 – 1934 гг.), М. Ашихмин (1935 – 1937 гг.), Н. Каменских (октябрь 1937 г. – 1 августа 1941 г.).

### Военные годы
В самые тяжелые годы (1941 – 1947 гг.) газету возглавлял Николай Васильевич Юков, и весь коллектив редакции жил под девизом «Все для фронта, все для победы». В газете рассказывалось об обстановке на фронте и в тылу.
В то время ушел на фронт сотрудник редакции Борис Треногин. В мае 1942 года он погиб в бою. В год 30-летия Великой Победы (1975 г.) в газете учреждена премия его имени.

### Послевоенные годы
Далее редакторами были А.М. Протопопов (сентябрь 1946 г. – октябрь 1954 г.), К.Г. Шаповаленко (1955 г.), И.И. Кривулин (1956 – 1961 гг.). 
С 1962 года (по другим источникам – в 1963 г.) газета получает название «Советское Прикамье», редакторы: З.С. Бачинина (1962 – 1967 гг.), Е.И. Пушин (1968 г.), Л.А. Копылов (1969 – 1973 гг.), И.С. Бабарыкин (23 сентября 1973 г. – октябрь 1988 г.), М.А. Мартьянова (октябрь 1988 г. – август 1990 г.), Ю.В. Качин (сентябрь 1990 г. – июль 1993 г.).

### Современность
В 1993 году (по другим источникам – в 1994 г.) газета переименована в «Осинское Прикамье» (современное название), редакторы: Ю.П. Нефедов (июль 1993 - февраль 1996), А.П. Гусев (с февраля 1996)
В процесс становления газеты немалый вклад внесли редакторы 30-х годов – А. Зефиров, Н. Каменских, Д. Мотовилов, А. Протопопов. Также много сделали для издания редакторы послевоенных лет – К.Г. Шаповаленко, И.И. Кривулин (ставший позднее сотрудником областной газеты «Звезда»), З.С. Бачинина, Л.И. Копылов и другие. 15 лет (до 1988 года) редактором был И.С. Бабарыкин, ветеран войны. Именно при нем тираж газеты вырос почти в два раза.

## Тематика издания
Тематика публикаций газеты: политика, социальные проблемы, культура, спорт, общество, здоровье. Часто рассказывается об интересных людях, профессиях, достижениях, почетных гражданах города Оса. Немало внимания уделяется и проблемам молодежи. Публикации посвящены событиям в жизни города и района. Иногда встречаются новости краевого и российского масштабов.

## Награды
Газета «Осинское Прикамье» является многократным победителем различных областных журналистских конкурсов, неоднократно признавалась одной из лучших газет Пермского края, а журналисты не раз становились лауреатами ежегодных конкурсов профессионального мастерства. 